# سدریک آگرین
سدریک آگرین (انگلیسی: Cédric Agrain؛ زادهٔ ۲۸ مارس ۱۹۸۵) بازیکن فوتبال اهل فرانسه است.
از باشگاه‌هایی که در آن بازی کرده‌است می‌توان به باشگاه فوتبال بوردو و باشگاه فوتبال کلرمون فوت اشاره کرد.